# Дикси Дийн
Уилям Ралф „Дикси“ Дийн (на английски: William Ralph 'Dixie' Dean, роден на 22 януари 1907 г. в Бъркънхед, починал на 1 март 1980 г. в Ливърпул, е бивш английски футболист, нападател. Той е един от легендите на „Евъртън“ и през сезон 1927/1928 поставя рекорд, неподобрен и до днес – отбелязва 60 гола в първенството. Със своите 379 гола в 438 мача във всички дивизии на английския футбол Дийн е на второ място в историята след Артър Роули, който има 433 гола в 619 мача, но Дикси има най-добри показатели средно на мач – 0,87. По голове само в Първа английска дивизия той е на трето място с 310 гола в 362 мача (средно по 0,86 гола на мач). Двукратен шампион на Англия, носител на ФА Къп, голмайстор на Първа (два пъти) и Втора английска дивизия. Член на Английската футболна зала на славата. Известен е с превъзходнанта си игра с глава, еднакво добрата игра и с двата крака и умението не само да реализира, но и да създава положения за гол за съотборниците си. Дийн често е сравняван с легендата на бейзбола Бейб Рут, а когато двамата се срещат през 1934, Рут остава поразен от ниската заплата на футболиста – залязващият по това време Рут взима по 35 000 долара (на върха на кариерата си – по 80 000), а Дийн – едва по 416 лири на година (заради тавана на заплатите на футболистите от 8 лири седмично), или с други цифри – Рут взима 20% от бюджета за заплати в „Ню Йорк Янкис“, а Дикси 3% от този в „Евъртън“.

## Клубна кариера
Дийн се запалва по футбола още от малък и признава, че никога не е посещавал часове в началното си училище и не е спирал да играе мачове (въпреки това се е научил да чете и да пише). На единадесет години постъпва в местно възпитателно училище-интернат, защото то разполага с футболното игрище и започва да играе в училищния отбор. Напуска на четиринадесетгодишна възраст и започва работа като чирак стругар в железницата, където работи и баща му. Той с радост поема нощните смени, за да може през деня да играе футбол, а нощем подритва притичващите из депото плъхове. Синовете на шефа на Дийн са собственици на отбора Ню Брайтън и му предлагат договор, но той отказва и продължава да рита за Пенсби Юнайтед.
Докато играе в Пенсби, привлича вниманието на скаут на третодивизионния „Транмиър Роувърс“ и подписва първия си професинален договор с този отбор. В един от мачовете за дублиращия отбор срещу „Олтрингъм“ губи единия си тестис след брутално нарушение на противников играч, а в доклада на мача е записано, че когато негов съотборник започва да разтрива мястото, за да успокои болката, Дийн изкрещява „Не ги разтривай, преброй ги!“ 17 години по-късно в един бар Дийн случайно среща човек, който го черпи бира и след известно време Дикси се сеща къде го е виждал – това според него е Дейви Паркс, извършителят на нарушението – и така го удря, че се налага да го откарат в болницата; впоследствие обаче се оказва, че през цялото време Дийн е грешал и не Паркс, а друг играч на „Олтрингъм“ е причината за загубата на тестиса. През сезон 1923/1924 изиграва само три мача за „Транмиър“, но през следващия сезон записва 27 мача, в които вкарва 27 гола. С представянето си печели вниманието на няколко отбора, сред които „Нюкасъл“ и „Арсенал“, но той избира офертата на „Евъртън“ – отбор, в който се влюбва от пръв поглед, когато баща му го води на един мач през сезон 1914/1915. Един ден, след като се прибира вкъщи от кино, майка му казва, че треньорът на „Евъртън“ Томас Макинтош очаква да се срещне с него в един хотел и от вълнение Дийн пробягва четирите километра до хотела, за да подпише договора си. Трансферната сума е 3000 лири, рекордна дотогава в историята на „Транмиър“. Дийн по начало не харесва ръководната фигура в „Транмиър“ Бърт Кук и след трансфера неговата ненавист се потвърждава – въпреки че Кук устно обещава да даде на родителите на футболиста 10% от трансферната сума – 300 лири, в договора, който футболистът подписва без да прочете обстойно е записан само 1% и така Дийн получава чек само за 30, с обяснението, че лигата няма да разреши повече. Дийн подава жалба във Футболната Асоциация, но от там му съобщават, че нищо не могат да направят, тъй като вече е подписал договора.
Началото на Дийн в „Евъртън“ обаче не е обещаващо и той отбелязва само два гола в оставащите седем мача до края на сезон 1924/1925. През следващия обаче той подобрява мерника си и записва 32 гола в 38 мача за първенство. През 1926 г. претърпява зловеща катастрофа с мотоциклет, след която остава с пукнат череп и счупена челюст, а лекарите дори не му дават големи шансове да продължи с футбола. Той обаче се възстановява сравнително бързо и отбелязва гол с глава още в първия си мач след завръщането в игра през октомври, а феновете се шегуват, че лекарите са му поставили метална пластина в главата. До края на сезона вкарва 21 гола в 27 мача за първенство и още три в четири мача за ФА Къп. Следващият сезон е най-силният в кариерата на Дийн. Само година по-рано Джордж Камсъл от „Мидълзбро“ отбелязва 59 гола (макар и в първенството на Втора английска дивизия) и едва ли някой е смятал, че Дийн ще успее да подобри този рекорд, още повече че след добрия старт с голове във всеки от първите девет мача (включително всичките при победата с 5:2 като гост на „Манчестър Юнайтед“) и общо 30 попадения до Коледа, идват четири мача, в които „Евъртън“ не отбелязва гол. „Карамелите“ също изостават в борбата за титлата – в края на март и десет кръга преди края на първенството след серия от осем мача без победа те са на четири точки зад „Хъдърсфийлд“. Самият Дийн пропуска два мача през март заради контузия и отбелязва едва два гола през този месец, а в началото на април се нуждае от 15 гола в оставащите седем мача, за да подобри рекорда на Камсъл. Два кръга преди края на сезона „Евъртън“ вече води с точка пред „Хъдърсфийлд“, а Дийн има на сметката си 53 гола. В предпоследния кръг „Евъртън“ побеждава „Бърнли“ с 5:3 с четири гола на Дикси до почивката и предсрочно става шампион, защото „Хъдърсфийлд“ губи от „Астън Вила“. В този мач обаче Дийн получава контузия в бедрото и е под въпрос за последния мач с „Арсенал“, в който трябва да отбележи три гола, за да подобри рекорда на Камсъл. Треньорът на „карамелите“ решава да рискува и да го пусне в игра, като в дните преди мача е денонощно до него и сменя компресите му през два часа, за да ускори възстановяването. На 5 май 1928 г. срещу „Арсенал“ Дийн вкарва два ранни гола, но 60000 зрители, изпълнили до краен предел Гудисън Парк, трябва да чакат до 82-рата минута, когато той отбелязва 60-ия си гол за сезона след центриране на Алек Труп. След гола двама привърженици слизат на терена и започват да прегръщат Дийн и за да се спаси от още повече, Дикси се прибира в съблекалните преди края на мача и моли съдията да каже, че е отишъл до тоалетната. Следващите два сезона са по-слаби както за Дийн, който отбелязва „само“ 26 и 23 гола за първенство (в съответно 29 и 25 мача), така и за „Евъртън“, който завършва съответно на 18-о и последното 22-ро място и по този начин изпада през 1930 г. „Карамелите“ обаче печелят първенството на втора дивизия още през следващия сезон (Дикси допринася с 39 гола в 37 мача) и се връщат в елита. Сезон 1931/1932 отново е блестящ за „Евъртън“ и Дийн – шампионска титла и втори голмайсторски приз (45 гола в 38 мача). През 1933 г. „Евъртън“ завършва едва 11-и (24 гола в 39 мача за Дийн), но печели ФА Къп, като Дикси отбелязва голове във всички мачове освен полуфинала. Финалът срещу „Манчестър Сити“ (3:0) е първият мач в историята, в който и двата отбора излизат с номера на фланелките (1 – 11 за „Евъртън“ и 12 – 22 за „Сити“) и така Дийн става първата „деветка“, вдигнала ФА Къп, първата легендарна „деветка“ в историята на футбола и първата от много велики „деветки“ в състава на „Евъртън“ като Дейв Хиксън, Алекс Йънг, Джо Ройл, Боб Лачфорд, Анди Грей, Греъм Шарп и Дънкан Фъргюсън. С годините контузиите започват да натежават, но въпреки това Дийн, който междувременно вече е станал капитан на отбора, продължава да радва феновете си с немалко голове – от сезон 1933/1934 до 1936/1937 отбелязва съответно 9 в 12 мача, 26 в 38 мача, 17 в 29 мача и 24 в 36 мача. През 1937 г. губи титулярното си място и през сезон 1937/1938 изиграва само пет мача, преди да премине в „Нотс Каунти“.
В отбора от Нотингам обаче също не успява да се наложи като титуляр и до началото 1939 г. изиграва само девет мача, в които отбелязва три гола. През януари същата година отива в ирландския „Слиго Роувърс“. Там той е посрещнат като герой – хиляди чакат на местната гара, за да го зърнат. Той им се отблагодарява с десет гола в седем мача за първенството и гол на финала за ФАИ Къп, но и в двата турнира „Слиго“ остава на второ място. Сребърният медал на Дикси от турнира за купата е откраднат от хотелската му стая, но 39 години по-късно, когато той се връща в Ирландия, за да гледа финал на „Слиго Роувърс“ за купата, пред стаята му го чака пакет, в който е медалът. През 1940 г. Дийн записва два мача и един гол за аматьорския „Хърст“, преди избухването на Втората световна война да прекрати първенството и да сложи край на кариерата му.

## Кариера в националния отбор
Дийн дебютира за националния отбор срещу Уелс на 12 февруари 1927 г. Изиграва 16 мача, в които вкарва 18 гола, като 12 от тях са в първите му пет мача. Става голмайстор на Домашното първенство на Великобритания, на което Англия завършва на второ място.

## Извън терена
Популярността на Дийн го превръща в рекламно лице на различни стоки, в това число и на марка цигари. През 1931 г. става масон. Известен е и извън пределите на Англия – по време на Втората световна война пленен италиански войник казва на пленилите го войници „Майната му на вашия Уинстън Чърчил и майната му на вашия Дикси Дийн!“ Един от присъстващите войници по-късно става известен актьор, използвайки псевдонима Бил Дийн в чест на Дикси.
След като се отказва от футбола, Дийн първо е собственик на кръчма, а по-късно е портиер в букмейкърска къща. Здравето му се влошава и той започва да прекарва все повече време вкъщи. През 1972 г. остава един месец в болница след тежък грип, а четири години по-късно десният му крак е ампутиран заради тромб. През 1980 г. умира от инфаркт на стадиона на Евъртън докато гледа дербито с Ливърпул.

## Успехи
Евъртън
- Първа английска дивизия:
  - Шампион (2): 1928, 1932
- Втора английска дивизия:
  - Шампион (1): 1931
- ФА Къп:
  - Носител (1): 1933
- Чарити Шийлд:
  - Носител (1): 1928, 1932
  - Финалист (1): 1933

 Слиго Роувърс
- Ирландска Лига:
  - Вицешампион (1): 1939
- ФАИ Къп:
  - Финалист (1): 1939

 Англия
- Домашно първенство на Великобритания:
  - Вицешампион (1): 1927

Индивидуални отличия
- Голмайстор на Първа английска дивизия: 1928 (60), 1932 (45)
- Голмайстор на Втора английска дивизия: 1931 (39)
- Голмайстор на Домашното първенство на Великобритания: 1927 (4)
- Член на Английската футболна зала на славата: 2002